# Boekel (Noord-Brabant)
Boekel (uitspraakⓘ) is de hoofdplaats  van de gemeente Boekel, gelegen in de Peelrand, in de Nederlandse provincie Noord-Brabant.

## Etymologie
De naam Boekel werd vroeger wel verklaard als het "loo" of bos van heer Boc en zou dan in dezelfde categorie vallen als de plaatsnamen Boxmeer en Boxtel. De heer Boc was weliswaar de eerste heer van Boxmeer, maar heeft met beide andere plaatsen niets uitstaande.
Tegenwoordig neemt men dan ook aan dat de naam voortkomt uit Beukeloo. Dit betekent "Op zandgrond gelegen beukenbos".

## Geschiedenis

### Land van Herpen
Boekel is ergens in de vroege middeleeuwen ontstaan als een groepje hoeven.
In de 13e eeuw maakte Boekel deel uit van de heerlijkheid Uden. In 1233 vond er een scheiding plaats tussen het Land van Cuijk en het Land van Herpen en Uden. Uden vormde in die periode samen met Herpen één heerlijkheid. Tot de stichting van het stadje Ravenstein bleef Herpen de hoofdplaats van dit landje. Rutger van Herpen verkocht of verpachtte in 1313 of 1314 gemene gronden aan inwoners van Boekel en Volkel. Wanneer de edele heer zijn liquide positie wilde verbeteren, dan gaf hij tegen betaling het gebruiksrecht van enige van zijn gronden uit, te beginnen met de woeste gronden binnen zijn heerlijkheid. Bij deze gemene gronden moet men vooral denken aan drassige gronden en onvruchtbare hoger gelegen gronden, zoals heidevelden.

### Land van Ravenstein
In 1324 ging de heerlijkheid Uden in bestuurlijk opzicht behoren tot het Land van Ravenstein onder heerschappij van het Huis van Valkenburg tot en met 1396.
Vanuit de schepenbanken Herpen en Uden ontstaat in 1339 het 'Heikantsgericht'. Deze schepenbank strekte zich uit over de gehele vroegere heerlijkheid Uden, bestaande uit Uden, Boekel en Zeeland. Van deze schepenbank, die in totaal uit zeven leden bestond, waren er twee afkomstig uit Boekel.
Door kinderloos overlijden van Reinoud van Valkenburg (gehuwd met Elisabeth van Kleef) beleent de hertog van Brabant Adolf van Kleef met Herpen, Ravenstein en Uden waardoor in 1397 het Land van Ravenstein Kleefs territorium werd. Nadien komt het gebied in 1629 onder Neuburg-Palts. Onder de Neubergers kende het gebied godsdienstvrijheid.
Doordat de aangrenzende gewesten Brabant en Gelderland vanaf 1648 officieel onder de Staten-Generaal vallen, werd dit Land van Ravenstein meer en meer als "buitenland" gezien. De godsdienstvrijheid bood kansen voor de katholieken uit het Staatse-Brabant. Zo bouwden de katholieken van Erp hun eigen schuurkerk op de grens met Boekel.
Vanwege de godsdienstvrijheid vestigden meerdere katholieke kloosterorden zich in het Land van Ravenstein. In 1741 wilden leden van de Broeders Penitenten, afkomstig van de Handelse Kluis zich te Boekel vestigen. Onder leiding van Daniël de Brouwer begonnen de broeders op Boekels grondgebied opnieuw en legden de grondslag voor Psychiatrisch Ziekenhuis Huize Padua.
Uit de 17e en 18e eeuw dateren verschillende conflicten tussen Boekel en de dorpen Gemert en Uden rond de grensbepaling tussen het Ravensteinse, Cuijkse en Gemertse gebied. In 1663 werd het grensconflict met de Vrije Heerlijkheid Gemert bijgelegd. In 1729 werd een soortgelijk probleem met Uden beslecht.

### Franse tijd en Koninkrijk der Nederlanden
In 1796 wordt het Land van Ravenstein stilzwijgend bij de Franse Republiek ingelijfd. Het is uit met de "status aparte" van het Land van Ravenstein. Godsdienstvrijheid wordt dan in alle door de Fransen bezette gebieden. Uiteindelijk in 1805 gaat Boekel deel uitmaken van het Koninkrijk der Nederlanden, waarbij Boekel een zelfstandige gemeente wordt. In 1809 bezoekt koning Lodewijk Napoleon het Land van Ravenstein. Hij vermeldt:
"Met leedwezen heeft Z.M. zich overtuigd, dat in het kwartier Ravenstein het geheel bestuur zich in eenen toestand bevindt verre beneden het overige van het rijk."
Hiermee verwijzend naar het feit, dat alles in het Land van Ravenstein te veel bij het oude bleef. De staatsgrens tussen de Meierij en het Land van Ravenstein was dan wel verdwenen, maar daarmee ook de privileges die het oude Land van Ravenstein bezat.

### SARS-CoV-2
Boekel was in het voorjaar van 2020 zeer zwaar getroffen door SARS-CoV-2.

## Economische ontwikkeling
De geïsoleerde ligging van Boekel aan de uitgestrekte Peel is medebepalend geweest voor de economische ontwikkeling van het dorp. Reeds in de 18e eeuw was er een tekort aan landbouwgrond. Op dat moment vertrokken jaarlijks vele Boekelnaren noodgedwongen voor seizoensarbeid naar Holland. Vanaf 1749 ging de gemeente stukken woeste grond verkopen, ter uitbreiding van het akkerbouwareaal en ter versteviging van de financiële positie van het dorp.
Nadat Boekel opgenomen was in het Koninkrijk der Nederlanden, kenmerkte het gebied van het voormalige Land van Ravenstein zich door sterke economische stagnatie. Deze ging door een dieptepunt in het jaar 1846, toen de aardappelziekte heerste. Grote aantallen mensen emigreerden in het jaar 1850 vanuit Uden, Volkel en Boekel naar het Amerikaanse Wisconsin. Veel van hen vestigden zich in het plaatsje Little Chute. Een van hen was kapelaan Gerardus van den Heuvel, die al in april 1851 te Green Bay (Wisconsin) overleed. Degenen die in Boekel achterbleven, zagen zich binnen een halve eeuw genoodzaakt hun landbouwmethoden drastisch te moderniseren.
Modernisering van het wegennet zette in in 1878, toen de weg naar Erp met klinkers verhard werd. In 1882 gebeurde hetzelfde met de weg naar Gemert en in 1886 kwam er een grindweg naar Uden. Industrie van betekenis was er nog niet. Wel waren er in 1876 onder meer 10 linnenweverijen, 2 tabakskerverijen en 1 leerlooierij, maar het ging hier om ambachtelijke bedrijfjes. Toch waren er reeds twee stoommachines: een voor een graanmaalderij en één in de wasserij van Huize Padua.
Een hulppostkantoor verscheen in 1851 en elektriciteit in 1921. In 1901 kwam een eigen afdeling van de Boerenbond en in 1903 een Boerenleenbank.

## Godsdienstige ontwikkelingen
In eerste instantie maakt Boekel deel uit van de Sint-Petrusparochie te Uden. In 1358 wordt voor het eerst een kapel in Boekel vermeld, gewijd aan de Heilige Agatha. De middeleeuwse kapel bleef ook na 1677 in gebruik. Toen werd Boekel een zelfstandige parochie.
In de periode 1830-1832 werd een nieuwe waterstaatskerk gebouwd. Deze kerk bleef tot 1925 dienstdoen en werd gesloopt na de voltooiing van de huidige Sint-Agathakerk.
In de periode 1648-1672 was de uitoefening van de katholieke godsdienst in de Meierij van 's-Hertogenbosch verboden. Toen stonden er twee grenskerken op het grondgebied van Boekel, dat tot het Land van Ravenstein behoorde waar godsdienstvrijheid was. Deze kerken, eigenlijk eenvoudige boerenschuren, stonden op de buurtschappen De Aa en Mutshoek. Hier kerkten de bewoners van Erp. Dezen mochten na 1672 een schuurkerk in gebruik nemen waarop de grenskerken overbodig werden.
Van 1886-1888 werd het Liefdesgesticht "Sint-Petrus" van de Zusters van Liefde van Schijndel opgericht. Het stond aan de "Rutger van Herpenstraat". In 1962 vertrokken de zusters en in 1964 werd het verkocht aan de "Stichting Bejaardentehuis Sint-Petrus". In 1972 werd de nieuwbouw geopend. In 1991 werd gefuseerd met Zorgcentrum Simeonshof te Erp en ontstond de "Stichting Zorgcentra voor Ouderen Boekel-Erp". Onder invloeden van snel wijzigende opvattingen, regelgeving, verdergaande bezuinigingen en overheidsbeleid ontstond er toenemende noodzaak tot intensievere sub-regionale samenwerking. In 1998 dreigde Boekel zelfs het zorgcomplex kwijt te raken vanwege de verouderde bouw. De toenmalige directie zette plannen op tot nieuwbouw waarbij onderbrenging van diverse functies in het zorgcentrum deel uitmaakte. Op 1 januari 2000 kwam een fusie tot stand met verpleeg- en verzorgingshuizen in de regio Uden-Veghel en ontstond de Stichting Welstaete. Onder deze stichting kwam een breed opgezette voorziening, een zogenaamd "Zorgpark", tot stand. Het oude verzorgingstehuis werd gesloopt. De kapel die oorspronkelijk bij het oude klooster behoorde maar van jongere datum was dan het voormalige klooster, kon behouden blijven en worden ingepast in het geheel van nieuwbouw. Niemand minder dan H.K.H. Prinses Máxima kwam het zorgpark in 2008 officieel openen.

## Bezienswaardigheden
- Standerdmolen Boekel, uit 1785

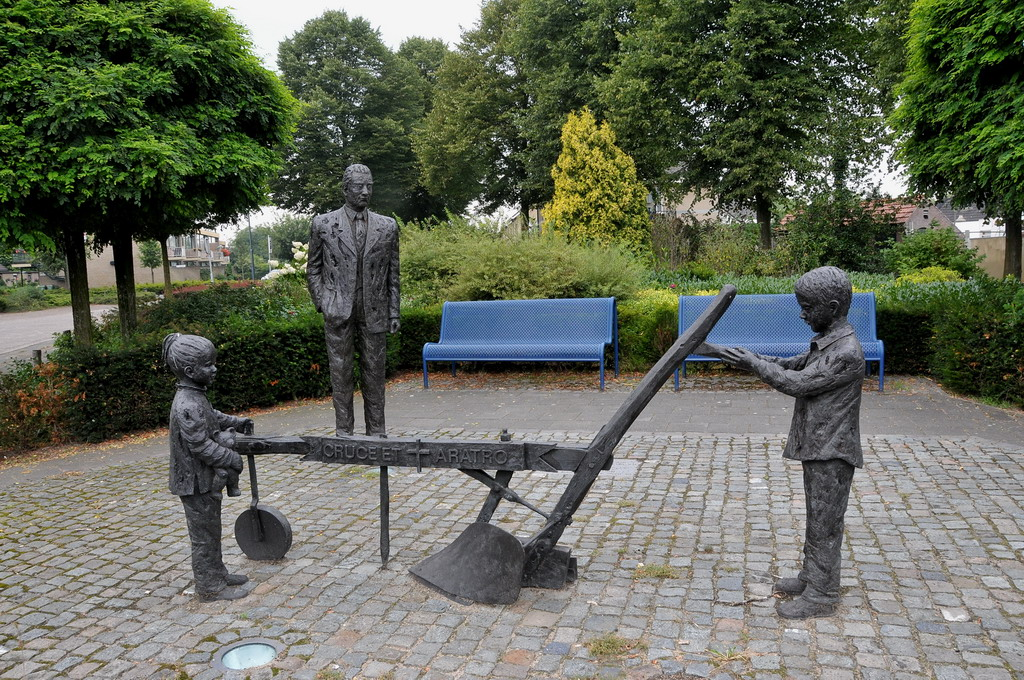
Beeldengroep De Hand aan de Ploeg Slaan

- Sint-Agathakerk, een in schoon metselwerk uitgevoerde kerk uit 1925 in betrekkelijk moderne stijl. Deze volgde de waterstaatskerk uit 1831 op. De kerk heeft, naast een toren, een luidklok op een platdak. Verder heeft de kerk een zeer hoog zadeldak. Naast de entree staat een Heilig Hartbeeld.
- Raadhuis, uit 1930, met aan de achterzijde een sculptuur van Leontien van Moorsel.
- De Sint-Petruskapel, van 1935.
- Monument voor Rutger van Herpen, de stichter van Boekel.
- Bronzen beeldengroep: De Hand aan de Ploeg Slaan, van Rieky Wijsbek, uit 1996, ter gelegenheid van 100 jaar NCB-Boekel.

## Monumenten
- Lijst van rijksmonumenten in Boekel
- Lijst van gemeentelijke monumenten in Boekel

## Natuur en Landschap
Het grondgebied van Boekel bestaat voornamelijk uit agrarisch gebied met veel intensieve veehouderij. Dit wordt doorsneden door een groot aantal, van oost naar west verlopende, waterlopen die het water van de Peel afvoeren naar de Leijgraaf. Dit zijn, van zuid naar noord:
- Zandhoekse Loop
- Kerkenloop
- Burgtse Loop
- Molenloop
- Elzense Loop
- Biesthoekse Loop
- Meerkensloop

Ten noorden van Boekel loopt de waterloop De Waterval in noord-zuidrichting. Van hier uit vertrekken de noordelijkste van bovengenoemde waterlopen, terwijl De Waterval op haar beurt gevoed wordt door een aantal oost-west verlopende stroompjes en wel:
- Zijpse Loop
- Rietvense Loop
- Noordkantse Loop

Al deze waterlopen zijn door de mensen gegraven.
Ten zuiden van de wijk Vogelenzang ligt een nieuw natuurgebied, de Perekker. Dit bevat onder meer waterpartijen en een oeverzwaluwwal. Het werd geopend op 9 april 2007.
De Perekker sluit aan op de bossen van de dekzandrug die zich uitstrekt in de richting Huize Padua en Handel. In deze dennenbossen is veel reliëf aanwezig, aangezien hier stuifzand tot ontwikkeling was gekomen. Op de hoogste ruggen zijn nog eiken te zien die vroeger als hakhout werden gebruikt. Het meest noordelijke deel van deze bossen heet De Trimbossen, aangezien hier een trimparcours is uitgezet.

## Geboren
- Mieke van Uden (1949-2017), keramiste
- Tom Mikkers (1969), theoloog
- Leontien van Moorsel (1970), wielrenster
- Hannes van Asseldonk (1992), autocoureur
- Janne Verbakel (2004), voetbalster

## Externe links

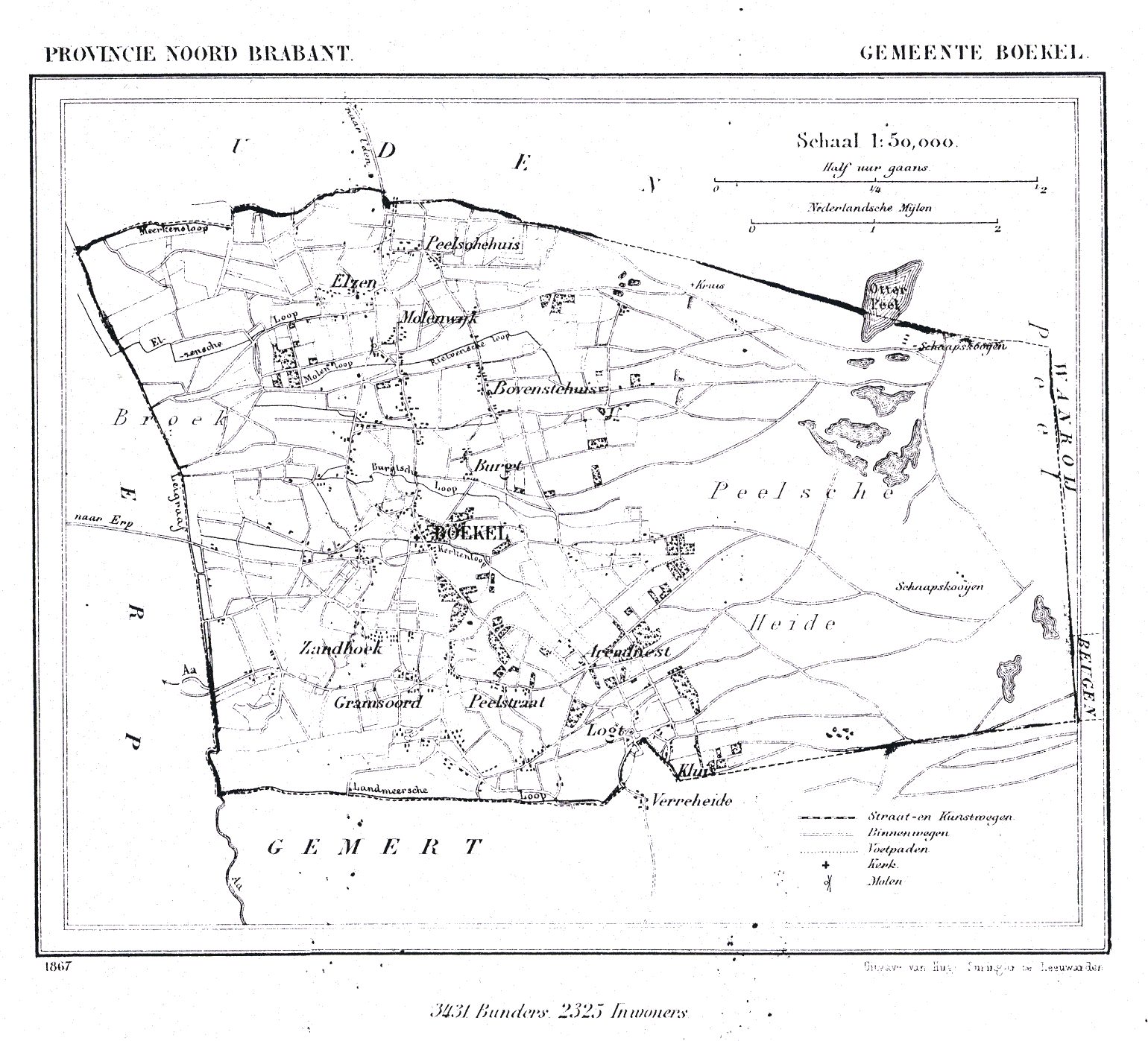
Boekel in 1867

## Nabijgelegen kernen
Volkel, Erp, Huize Padua, Venhorst

## Aangrenzende gemeenten
| Aangrenzende gemeenten | Aangrenzende gemeenten | Aangrenzende gemeenten | Aangrenzende gemeenten | Aangrenzende gemeenten |
| ---------------------- | ---------------------- | ---------------------- | ---------------------- | ---------------------- |
|                        |                        | Uden                   |                        |                        |
|                        |                        |                        |                        |                        |
| Meierijstad            | Sint Anthonis          |                        |                        |                        |
|                        |                        |                        |                        |                        |
|                        |                        | Gemert-Bakel           |                        |                        |